# Zöld hentesek
A Zöld hentesek (eredeti cím: De grønne slagtere, nemzetközi forgalmazásban használt cím: The Green Butchers) 2003-ban bemutatott dán feketekomédia. Rendezője és írója Anders Thomas Jensen, a főbb szerepekben Mads Mikkelsen, Nikolaj Lie Kaas, Line Kruse és  Ole Thestrup láthatóak. A történet két, gyökeresen más természetű hentesről, Svendről és Bjarnéról szól, akik, hogy megszabaduljanak undok és egoista főnöküktől, saját üzletet nyitnak. Rövidesen azonban a hagyományos állathús mellett pácolt emberhús árusításába kezdenek, és miközben üzletük hatalmas sikerre tesz szert, kénytelenek szembenézni a múltból fakadó problémáikkal.

## Történet
Két hentes megelégeli arrogáns főnökük basáskodását, ezért új üzletet nyitnak a kisvárosban. Arra azonban nem számítanak, hogy a forgalmuk egyáltalán nem akar beindulni. Rövidesen az egyikük kényszerűségből bepácolt emberhúst ad el, azt csirkehúsnak mondva – meglepetésükre pedig termékük hatalmas sikerre tesz szert és a kisváros valamennyi lakója rendszeres vásárlójukká válik.

## Cselekmény
Svend és Bjarne hentesek, egyúttal jóbarátok, azonban gyökeresen eltér a személyiségük. Svendet mániákusan érdekli a minél jobb pác elkészítése és egyúttal a legjobb, legsikeresebb hús értékesítése, sikeres hentes akar lenni. Azonban nehezen, és gyakran nem megfelelő érvekkel áll ki az igaza mellett. Ezzel szemben Bjarne inkább csak cinikussággal tekint mindenre maga körül, marihuánafüggő és az állatok iránt érzett mély gyűlölete motiválja őt a hentes munkára. Ami közös pont bennük, hogy mindketten utálják főnöküket, Holgert, aki szerint tehetségtelenek és soha nem kaphatnak a szabad kezet a pác elkészítésében vagy például a vevők kiszolgálásában. Svend egyik délután grilles sütögetést tart a menyasszonyával, Tinával, amire Bjarne is hivatalos, csakúgy, mint Biete, Tina egyik kolleganője – Tina szándéka az volna, hogy összehozza kettejüket. Bjarne azonban utálkozva fogadja a pluszvendéget, majd direkt bunkón is viselkedik, hogy elriassza. A vacsora Tina és Svend közt is vitát szül, mivel a férfi még most is csak a munkájával és egy új üzlet megnyitásának álmával foglalkozik. 
Másnap a munkában ismét meggyőződnek róla, hogy Holger, a főnök semmibe veszi őket, így Svend meggyőzi Bjarnét, hogy keressenek egy üzlethelyiséget, ahol önállóan tudnának dolgozni. Házas Hans, az ingatlanügynök segítségével találnak is a kisváros egyik belső utcájában egy igen tágas üzlethelyiséget, ami kialakításával tökéletes rá, hogy ott hentesüzletet nyithassanak. Az ára azonban kétmillió dán korona volna, aminek felét Svend képes biztosítani, azonban Bjarnénak ehhez már áldozatot kell hoznia. Hazatérve lakásába, megkeresi annak a rehabilitációs intézetnek címét, ahol ikerfivére, Eigil fekszik, majd odaautózik. Eigil mintegy hét éve fekszik teljes kómában, csak a létfenntartó gépek tartják életben, ráadásul mostanra minden bizonnyal beállt nála az agyhalál. Mivel a fiú egymilliót örökölt a szüleiktől, így Bjarne megkéri a doktornőt, hogy kapcsolják le a gépeket. Ezután Svend és Bjarne, újra megnézik az üzletet és megállapítják, hogy a hűtőkamra világítását meg kell javítani, így villanyszerelőt kell hívniuk. Emellett Svend legyártott csaknem kétszáz meghívókártyát a bolt megnyitójára, és megkéri Bjarnét, osztogasson belőle minél több embernek. Bjarne elmegy a temetőbe, ahol szülei nyugszanak, mióta hét éve autóbalesetben életüket vesztették. Itt megismeri Astridot, aki a temető melletti parókián lakik és dolgozik, és a lány elmondja, hogy az ő szülei is autóbalesetben haltak meg. A nyitás napján egyetlen vásárló sem teszi a tiszteletét az üzletben, ami miatt Svend egyrészt csúnyán legorombítja a megnyitóra felbérelt zenekar vezetőjét, másrészt Tinával is összevész. A záráskor azonban figyelmetlenségből bezárja a feketén itt dolgozó villanyszerelőt a hűtőkamrába.
A következő nap reggelén Tina elmondja Svendnek, hogy most látta őt utoljára, elhagyja a férfit. Az összetört Svendet ezután újabb borzalmas meglepetés éri, megtalálja a halálra fagyott villanyszerelőt a kamrában. Mielőtt azonban bármit is tehetne, vendége érkezik, Holger személyében. Az exfőnöke kigúnyolja, amiért egyetlen jól fizető vásárlójuk sincs, egyúttal próbára teszi őt – aznap este a Rotary Club igazgatótanácsát látja vendégül egy vacsoraparti keretében, és Svendtől akar húst vásárolni az alkalomra. Az üzlet után Svend a hentesboltba rendeli Bjarnét, és elmondja neki, hogy mivel nem tudott volna mit eladni Holgernek, így levágta a villanyszerelő combját, bepácolta és eladta Holgernek. Bjarne képtelen elhinni, hogy barátja ilyen beteges dolgot művelt, majd biztos benne, hogy ezzel mindennek vége. Elgondolása szerint azonban, mivel a szerelő feketén dolgozott náluk, így senki sem tudta, hogy itt volt – ha bedobják a csontozóba, akkor könnyen eltüntethetik. Másnap reggel azonban megrohamozzák a vásárlók az üzletet, lévén Holger vacsorája remekül sikerült, és most mindenki Svendtől és társától akar húst vásárolni. Svend ezért elkezd újabb darabokat eladni a szerelőből. Bjarne továbbra is gusztustalannak találja, azonban hallgatólagosan beleegyezik. Svend az általa árusított különleges húsnak a Pipihusi nevet adja. Az áru hatalmas népszerűségre tesz szert. Egyik este, miközben Bjarne és Astrid még jobban megismerik egymást, Hans érkezik látogatóba a hentesüzletbe – mostanra már csak simán Hans, lévén elvesztette ingatlanügynöki állását. Miután Svend megbizonyosodik róla, hogy senki sem tud az elhízott férfi ittjártáról, bezárja őt is kamrába. Másnap reggel Bjarne döbbenten fedezi fel az újabb testet, de Svend azt mondja neki, a férfi holtan feküdt kint a járdán, onnan hozta be. Megkéri, hogy szeletelje fel őt is. A népszerűvé vált hentesboltot meglátogatja a helyi televízió is. Eközben a szanatóriumban, leveszik Eigilt a gépekről – azonban a pulzusa változatlanul stabil marad, ráadásul a fiú magához tér.
Az újabb feldolgozandó húsalapanyag egy svéd kamaszlány lett, akit Svend holtan talált meg a parkban, miután vélhetően áramütés végzett vele. Bár Bjarne most is undorral fogadja az emberfeldolgozás ötletét, végül őt is felaprítja. Svend a pult mellett dolgozik továbbra is, és vidáman társalog vevőivel. Eigil azonban, aki mentális problémákkal küzd, időről időre elkezd felbukkanni a boltban, mondván, beszélni akar Bjarnéval, a fivére azonban látni sem bírja őt, így folyamatosan kidobatja őt Svenddel. Közben Svend randevúzni kezd Beate-tel, és mikor Tina újra közeledni próbál a most már híres Svendhez, az exbarátnőjét is bezárja alapanyagnak. Egyik este Bjarne Astriddal beszélget a mólón, és megkérdezi a lányt, ha tudna, elszökne-e ebből a városból, de a lány azt mondja, mindennel elégedett. Egyúttal Astrid elmondja neki a pap, Villumsen tiszteletes szomorú történetét. Amikor nászúton volt a feleségével, és a hegyek fölött repültek, a gépük lezuhant. A becsapódást csak Villumsen élte túl, és ahhoz, hogy a borzasztó hidegben életben is maradjon, megette a feleségét, Grethét. Eközben a paplakon Villumsen tiszteletes beszél Holgerrel, aki értetlenül áll Svend és Bjarne üzletének hatalmas sikere előtt, és egyre azt fitogtatja, ha nem rendezi meg azt a partit, akkor egy vevőjük sem lehetne. A tiszteletes elmondja, hogy csak egy szelet húst evett, nem kért másodjára, mert az első elfogyasztása után ugyanazt az utóízt érezte, amit Grethe megevésekor is érzett. Ez elgondolkodtatja Holgert.
Bjarne felkeresi Eigil volt doktornőjét, hogy jobb volna, ha mégis elaltatnák egy injekcióval a testvérét, mert már sohasem lesz normális, örökké retardált marad. A doktornő azonban azt mondja, Bjarnénak komoly problémái vannak, és fel kellene keresnie egy pszichiátert. Megkéri, hogy vigye őt a hentesüzletbe, hogy beszélhessen a társával is. Másnap reggel Bjarne megmutatja a hűtőkamrában Svendnek, hogy a legújabb áldozat a doktornő. A megromlott csirkehúst kihajítja a bolt mögötti kukába, amit Eigil megtalál, és mint mélyen vegetáriánus állatbarátot, igencsak sokkolja a hús látványa. A temetőbe viszi, és megpróbálja elásni egy fejfa elé, amikor is találkozik Astriddal. Összebarátkoznak, és miközben a lány szobájában éppen a plüssállat-gyűjteményét mutatja be a fiú, megérkezik Bjarne, azonban az ikerfivérét látva inkább távozna. A kocsijánál azonban utoléri őt Eigil, és megpróbál beszélni vele, azonban Bjarne lábon rúgja őt, és válaszra sem méltatva Astridot, elhajt a templomudvarból. 
Másnap, miközben a templomudvaron Eigil és Astrid a ketrecben élő csirkékkel játszik, Villumsen tiszteletes a dolgozószobájába hívatja a lányt. Holger elmondja neki, hogy biztos benne, Svend és Bjarne emberhúst árusítanak a boltjukban. Emellett elmondja Bjarnéék balesetének teljes körülményét. Eigil eleve mentálisan betegen született, sosem volt épelméjű. Egy alkalommal, mikor hallották, hogy a stockholmi állatkertben zsiráfbaba született, Eigil kiharcolta a családjánál, hogy nézzék meg azt. A szülők, Bjarne tiltakozása ellenére, az autóvezetést is Eigilra bízták. Bjarne friss felesége is velük tartott. Amikor azonban eléjük toppant egy rénszarvas, Eigil félrerántotta a kormányt, ami miatt a kocsi felborult – így Bjarne felesége és a szülők meghaltak, Eigil kómába esett, Bjarne pedig megőrülve a többszörös tragédiában, állatgyűlölő lett, akit többször is bevittek a rendőrségre, mert esténként állatokra lövöldözött. Ekkor ismerte meg Holger, és vette őt a szárnyai alá, Svend mellé. Azt tanácsolja Astridnak, kerülje el messziről mindegyikőjüket, mert nem normálisak. Astrid úgy dönt, hogy Eigillal együtt a hentesbolthoz mennek, hogy beszélhessenek Bjarnéval. Ott azonban csak Svendet találják, aki eleinte el akarja zavarni őket, végül azonban mégis beengedi őket.
Mikor egy órával később Bjarne megérkezik, sehol sem találja őket, Svend elmondása szerint nem jártak itt. Azonban Bjarne ekkor meghallja a dörömbölést a hűtőkamra ajtaján, rájön, hogy Svend bezárta őket is a kamrába, így kinyitja azt. Astrid, betegnek nevezve mindhármukat, Eigilt, Bjarnét és Svendet, idegesen távozik. Bjarne ezután elvesztve önuralmát, feldúlja a berendezést és elzavarja Svendet, majd végül kimerülten ledől Eigil mellé a hűtőkamrába. Bár elsőre habozik, végül kezet fog fivérével. Hamarosan azonban a fivére is távozik. Másnap reggel ismét megrohamozzák a vásárlók a boltot, azonban Bjarne nem talál emberhúst, így azt mondja a vevőknek, nem tud Pipihusit adni nekik. Azok viszont azt mondják, nem érdekli őket, milyen a hús, nekik Svend pácja ízlik igazán. Ezért Bjarne hagyományos csirkehúst pácol be és azt adja el az embereknek. Rövidesen azonban megjelenik Holger és a Közegészségügy tisztiorvosai, és ellenőrzés céljából bezárják a boltot. Megkezdik a raktár és a kamra átvizsgálását, mikor is megjelenik Svend, és elmondja, nem érdekli, ha szabálytalanságot találnak és meg akarják őt büntetni, mindazonáltal Bjarnénak semmi köze nem volt a dolgokhoz, őt hagyják békén. A közegészségügyiek azonban néhány elhullajtott füvescigaretta-csikken kívül nem találnak szabálytalanságot, így Holger csalódottságára távoznak. Később az üzlet melletti sikátorban Bjarne elmondja Svendnek, hogy az embereknek nem az emberhús, hanem a pác ízlett igazán. Rövidesen, a vízparton, miközben Svend Eigillal labdázik, Astrid visszatér Bjarnéhoz.

## Szereposztás
| Szerep                       | Színész             | Magyar hang            | Leírás |
| ---------------------------- | ------------------- | ---------------------- | --- |
| Svend                        | Mads Mikkelsen      | Rajkai Zoltán          | Magabiztosságban hiányt szenvedő, megnyugvást csak a munkájában találó hentes, gúnynevén Nyirkos Svend. Annak idején korán elvesztette a szüleit, az iskolában pedig rendszeresen bántalmazták többek között zseblámpával és biciklipumpával, és folyamatosan elvették az ételét. Hentestanoncként kezdett el normálisan enni, ezért is nagy jelentőséggel bír számára a munka. |
| Bjarne                       | Nikolaj Lie Kaas    | Czvetkó Sándor         | Zárkózott, a haragját folyamatosan elfojtó hentes. Felesége és szülei halála óta gyűlöli az állatokat, és ebben is igen erős a kontraszt közte és ikerfivére között. A levadászott állatok csontvázát folyamatosan begyűjti, és a szobájában kiállítva tartja. |
| Eigil                        | Nikolaj Lie Kaas    | Czvetkó Sándor         | Jókedvű, az állatokat a barátainak érző és őket mániákusan imádó fiatalember, Bjarne ikertestvére. Vegetáriánus, a hús puszta látványa is megviseli őt. Születésekor komplikációk merültek fel, emiatt mentálisan sérült. Ezt a hétéves kóma tovább súlyosbította. |
| Astrid                       | Line Kruse          | Solecki Janka          | A pap segítőjeként dolgozó, jószívű és gyönyörű lány. Bjarnéval közös vonása, hogy az ő szülei is autóbalesetben vesztették életüket. Meglátja a jót a zárkózott, igencsak monoton és flegma férfiban, majd a történet végén is képes megbocsátani neki. |
| Holger                       | Ole Thestrup        | Versényi László        | A kisváros régebbi hentesüzletének vezetője, Svend és Bjarne exfőnöke. Bár igencsak arrogáns és gátlástalanul szókimondó, mind a két emberével, mind a vásárlókkal szemben, mégis hatalmas forgalma volt a boltjának, elsősorban a híres szarvaskolbász miatt. Mikor üzlete elveszti egyeduralkodó jellegét Bjarnéék új üzlete miatt, gyanakodni kezd, hogy talán nem tisztességesen működnek. |
| Tina                         | Bodil Jørgensen     | Kökényessy Ági         | Iskolai tanárnő, Svend menyasszonya volt, mígnem belefáradt a mészáros munkamegszállott, egyben pesszimista stílusába és szakított vele. Később, mikor Svend sikeres és ismert hentes lett, újra felvette vele a kapcsolatot, de ekkora már rá is csak eleven húsként tekintett a hentes. |
| Villumsen tiszteles          | Aksel Erhardtsen    | Szokolay Ottó          | A kisváros idős tiszteletese, akinek dolgozószobája tele van zöld növényekkel, melyek gondozásával próbálja betölteni azt az űrt, melyet felesége, Grethe halála óta érzett. Öreg kora ellenére igen élénken emlékszik felesége ízére, így mikor meghallja Holger megjegyzését a fiúk sikeres üzletéről, rájön, hogy a kannibalizmusból csinálnak üzletet. |
| Ms. Juhl                     | Lily Weidig         | Kassai Ilona           | Idős asszony, aki korábban rendszeres vásárló volt Holger üzletében. Svend értetlenkedve figyelte, hogy a mészárosmester gusztustalan stílusa ellenére mindig visszajárt hozzá vásárolni. Miután híre megy az új üzletben árusított finom "csirkehúsnak", az idős hölgy is a fiúktól kezd vásárolni. Svend jóval udvariasabb vele, mint Holger volt. |
| Házas Hans                   | Nicolas Bro         | Vári Attila            | Valódi nevén Hans Petersen, egy ingatlanügynök, aki megmutatja Svendnek és Bjarnénak a kulturált és felszerelt belvárosi üzlethelyiséget. Bár a kétmilliós vásárlási költséggel megrökönyíti a fiúkat, azok mégis meg tudják vásárolni az üzletet. Később elveszti az állását, és már csak röviden Hansként megy látogatóba a felfutott hentesekhez, ahol azonban Svend raktárában végzi. |
| Ingrid Grith                 | Elizabeth Steentoft | Téglás Judit           | Doktornő a szanatóriumban, ahol Eigil is feküdt a balesete óta. Eigil testvérét, Bjarnét akkor látta először, mikor eljött az intézménybe és azt kérte, kapcsolják le az Eigilt életben tartó gépeket. Később, mikor Bjarne azzal keresi fel, hogy hajtsanak végre eutanáziát a már tudatánál lévő Eigilon, megállapítja, hogy Bjarnénak komoly pszichológiai problémái vannak, és megkéri, hogy vigye el őt az üzletükbe, hogy beszélhessen Svenddel. Bjarne azonban az üzletbe érkezvén bezárja a nőt a hűtőkamrába, mint alapanyagot. |
| Beate                        | Camille Bendix      | Simon Eszter           | Tanárnő, Tina kolléganője és barátnője. Bár feltűnik neki Bjarne mogorvasága, próbál pozitívan közeledni felé, azonban a hentes nem kér belőle. Később randevúzni kezd Svenddel, és rendszeresen tekézni kezdenek egy klubban. |
| Lelkes vásárló               | André Lundmann      | Hegedüs Miklós         | Az egyik lelkes vásárló Svend és Bjarne üzletében, aki igen nagy mennyiségben vásárol tőlük hústerméket, Pipihusi, fasírt, májas és rostélyos formájában is. Felfigyel a raktárból kihallatszódó fűrészhangra, mire a pultban dolgozó Svend azt mondja, Bjarne csak a munkáját végzi – egészen konkrétan pedig az előző nap lefagyasztott villanyszerelő feldarabolását. |
| Leif Larsen                  | Kjeld Nørgaard      | Hegedüs Miklós         | A Közegészségügy munkatársa, a “Svend és társa” hentesüzletet érintő rajtaütésszerű ellenőrzés vezetője. Noha a rivális hentes, Holger reményei szerint valamilyen szabálytalanságot kellett volna találniuk, néhány elhullajtott csikken kívül semmi érdemlegeset nem találnak. Holger mindezt hitetlenkedéssel fogadja, még úgy is, hogy ő maga is részt vesz az ellenőrzésen. |
| Élelmiszerbiztonsági ellenőr | Peter Reichhardt    | Horváth-Töreki Gergely | Larsen csapatának tagja, aki szintén részt vesz Bjarne és Svend üzletének tisztiorvosi ellenőrzésében. A megtalált, értékesítésre előkészített húsról megállapítja, hogy az nem több, mint sima csirkehús, páclében. Holger bosszúsan és döbbenten fogadja a hírt, hogy az nem valamilyen illegális alapanyag. |
| Élelmiszerbiztonsági ellenőr | Lars Ranthe         | Papucsek Vilmos        | Larsen csapatának egyik tagja, aki részt vesz Bjarne és Svend hentesüzletének átvizsgálásban. Megtalál néhány Bjarnétól származó füvescigaretta-csikket a raktárban, de abból az üzleten kívül is talál. |
| Villanyszerelő               | Mikkel Vadsholt     | Sótonyi Gábor          | Túlsúlyos villamosmérnök, akit Svend hívott az új üzletbe, hogy szerelje meg a teljesen tönkrement világítást a hűtőkamrában. Mivel zenét hallgatott a fülhallgatóján, így nem hallotta, mikor Svend rázárta az ajtót. A kamrában halálra fagy, és belőle készít először "Pipihusit" az üzlet vezetője. |

### Magyar változat
A szinkront a Corner Film Kft. megbízásából a Central Dubbing Stúdió Kft. készítette 2010-ben. DVD-n forgalmazta a Corner Film Kft.
- Magyar szöveg: Ney Péter
- Hangmérnök: Nyilas Mihály
- Vágó: Sándor Éva
- Gyártásvezető: Németh Piroska
- Szinkronrendező: Czobor Éva
- Produkciós vezető: Kozma Attila
- Cím, stábista felolvasása: Korbuly Péter